# Dactylopsila megalura
Dactylopsila megalura är en pungdjursart som beskrevs av Lionel Walter Rothschild, 2:e baron Rothschild och Guy Dollman 1932. Dactylopsila megalura ingår i släktet strimmiga falangrar och familjen flygpungekorrar. IUCN kategoriserar arten globalt som livskraftig. Inga underarter finns listade.
Pungdjuret förekommer på centrala Nya Guinea i bergstrakter som är 1 000 till 2 300 meter höga. Habitatet utgörs av fuktiga skogar.